# Nicrophorus
Nicrophorus es un género de escarabajos de la familia Silphidae. El género fue descrito por Johan Christian Fabricius en 1775.
Llamados escarabajos enterradores o escarabajos sacristán, son los miembros más conocidos de la familia de escarabajos carroñeros. La mayoría de estos escarabajos son negros con marcas rojas en los élitros (alas anteriores). Los escarabajos enterradores hacen honor a su nombre: entierran los cadáveres de pequeños vertebrados, como aves y roedores, y sirven como fuente de alimento para sus larvas, lo que los convierte en carnívoros. Son inusuales entre los insectos porque tanto los padres masculinos como femeninos cuidan de su cría.
El nombre del género a veces se escribe Necrophorus en algunos textos más antiguos: una enmienda injustificada por parte de su autor Carl Peter Thunberg (1789) usando el nombre original de Fabricius, y no es válida según la ICZN .
El escarabajo enterrador americano (Nicrophorus americanus) está en la lista de especies en peligro de extinción de Estados Unidos desde 1989. Esta especie era originaria de 35 estados de ese país, pero ahora solo se sabe que existe en 9 de ellos.

## Reproducción
Los escarabajos enterradores tienen grandes antenas en forma de maza equipadas con quimiorreceptores capaces de detectar un animal muerto desde una larga distancia.  Después de encontrar un cadáver (normalmente el de un pájaro pequeño o un ratón ), los escarabajos luchan entre sí (los machos luchan contra los machos, las hembras luchan contra las hembras) hasta que queda la pareja ganadora (normalmente la más grande). Si un escarabajo solitario encuentra un cadáver, puede continuar solo y esperar a un compañero. Los machos solteros atraen a sus parejas liberando feromonas desde la punta de su abdomen. Las hembras pueden criar sus crías por sí solas, fertilizando sus óvulos utilizando esperma almacenado de cópulas anteriores de no haber parejas durante el tiempo de apareamiento. El cadáver debe ser enterrado por los escarabajos para apartarlo del camino de los competidores potenciales, que son numerosos.
Ciclo de vida del escarabajo enterrador
Los futuros padres comienzan a cavar un hoyo debajo del cadáver. Mientras lo hacen, y tras eliminar todo el pelo del cadáver, los escarabajos cubren al animal con secreciones orales y anales antibacterianas y antifúngicas, frenando la descomposición del cadáver y evitando que el olor a carne podrida atraiga competencia de otros insectos. El cadáver se forma en una bola y se quita el pelaje y se usa para forrar y reforzar la cripta, también conocida como vivero, donde el cadáver permanecerá hasta que la carne se haya consumido por completo. El proceso de entierro puede durar unas 8 horas. Varios pares de escarabajos pueden cooperar para enterrar cadáveres grandes y luego criar a sus crías en comunidad. 
La hembra del escarabajo enterrador pone huevos en el suelo alrededor de la cripta. Las larvas eclosionan al cabo de unos días y se trasladan a un hoyo en el cadáver creado por los padres. Aunque las larvas pueden alimentarse por sí mismas, ambos padres también las alimentan en respuesta a la súplica: digieren la carne y regurgitan alimento líquido para que las larvas se alimenten, una forma de aprovisionamiento progresivo. Probablemente esto acelera el desarrollo de las larvas. También se cree que los escarabajos padres pueden producir secreciones de las glándulas de la cabeza que tienen actividad antimicrobiana, inhibiendo el crecimiento de bacterias y hongos en el cadáver de los vertebrados.
Los escarabajos adultos continúan protegiendo a las larvas, que tardan varios días en madurar. Muchos competidores dificultan esta tarea, por ejemplo, moscardones y hormigas o entierran escarabajos de otra o de la misma especie.  Durante todo el desarrollo de la larva, los padres luchan contra estos competidores mientras mantienen un vivero ideal dentro del cadáver. Las larvas de la etapa final migran al suelo y se convierten en crisálidas, transformándose de pequeñas larvas blancas en escarabajos adultos completamente formados.
Aparte de las especies eusociales como las hormigas y las abejas melíferas, el cuidado parental, en particular el cuidado biparental, es poco frecuente entre los insectos, y enterrar los escarabajos es una excepción notable. 

## Infanticidio
Se sabe que los escarabajos enterradores cometen infanticidio en una etapa temprana de su ciclo, lo que también se conoce como sacrificio de crías. Este infanticidio funciona para hacer coincidir el número de larvas con el tamaño del cadáver para que haya suficiente comida para todos. Si hay demasiadas crías, todas resultarán desnutridas y se desarrollarán con menor rapidez, lo que reducirá sus posibilidades de sobrevivir hasta la edad adulta. Si hay muy pocas crías, los escarabajos adultos resultantes serán de mayor tamaño, pero los padres podrían haber producido más.  Los padres de escarabajos más exitosos lograrán un buen equilibrio entre el tamaño de la descendencia y el número producido. Este método inusual de regulación del tamaño de la cría podría ser el resultado de que los huevos se ponen antes de que la hembra haya podido medir el tamaño del cadáver y, por tanto, cuántas larvas puede proporcionar. 

## Conservación
A partir de 2020, el Servicio de Pesca y Vida Silvestre reclasifica el escarabajo enterrador americano de la categoría en peligro a amenazada. Los escarabajos son importantes para el ecosistema y ayudan al reciclaje de nutrientes al enterrar animales muertos. Esto permite que el sistema recicle la carcasa rica en nutrientes. 

## Especies
- Nicrophorus americanus
- Nicrophorus antennatus
- Nicrophorus apo
- Nicrophorus argutor
- Nicrophorus basalis
- Nicrophorus carolinus
- Nicrophorus charon
- Nicrophorus chilensis
- Nicrophorus concolor
- Nicrophorus confusus
- Nicrophorus dauricus
- Nicrophorus defodiens
- Nicrophorus didymus
- Nicrophorus distinctus
- Nicrophorus efferens
- Nicrophorus encaustus
- Nicrophorus funerarius
- Nicrophorus germanicus
- Nicrophorus guttula
- Nicrophorus hebes
- Nicrophorus herscheli
- Nicrophorus heurni
- Nicrophorus hispaniola
- Nicrophorus humator
- Nicrophorus hybridus
- Nicrophorus insignis
- Nicrophorus insularis
- Nicrophorus interruptus
- Nicrophorus investigator
- Nicrophorus japonicus
- Nicrophorus kieticus
- Nicrophorus lunatus
- Nicrophorus maculifrons
- Nicrophorus marginatus
- Nicrophorus mexicanus
- Nicrophorus mongolicus
- Nicrophorus montivagus
- Nicrophorus morio
- Nicrophorus nepalensis
- Nicrophorus nigricornis
- Nicrophorus nigrita
- Nicrophorus oberthuri
- Nicrophorus obscurus
- Nicrophorus olidus
- Nicrophorus orbicollis
- Nicrophorus podagricus
- Nicrophorus przewalskii
- Nicrophorus pustulatus
- Nicrophorus quadraticollis
- Nicrophorus quadrimaculatus
- Nicrophorus quadripunctatus
- Nicrophorus reichardti
- Nicrophorus reticulatus
- Nicrophorus satanas
- Nicrophorus sausai
- Nicrophorus sayi
- Nicrophorus schawalleri
- Nicrophorus scrutator
- Nicrophorus semenowi
- Nicrophorus sepulchralis
- Nicrophorus sepultor
- Nicrophorus sinensis
- Nicrophorus smefarka
- Nicrophorus tenuipes
- Nicrophorus tomentosus
- Nicrophorus trumboi
- Nicrophorus ussuriensis
- Nicrophorus validus
- Nicrophorus vespillo
- Nicrophorus vespilloides
- Nicrophorus vestigator